# Zilje
Zílje je naselje v Sloveniji.
Naselje sestavljajo zaselki: Gornje Zilje, Srednje Zilje in Dolnje Zilje.
Vas leži visoko nad kanjonom reke Kolpe. 
V vasi se nahaja cerkev sv. Antona Puščavnika. Cerkev se prvič omenja leta 1526.
Konec 19. stoletja so se vaščani množično izseljevali v ZDA. Med drugo svetovno vojno je bila v Dolnjih Ziljah italijanska posadka. Nekaj hiš je bilo izpraznjenih in utrjenih.
Po vojni zgrajeno šolsko poslopje in nekaj časa v kraju podružnična šola. Kasneje šola opuščena in vsi otroci obiskujejo šolo v Vinici. V šolski stavbi sedaj dom krajanov in gasilski dom. Na stavbi spominska plošča partizanom in umrlim v taboriščih iz vasi Zilje, Balkovci in Grduni.